# Hilarella helva
Hilarella helva är en tvåvingeart som beskrevs av Villeneuve 1922. Hilarella helva ingår i släktet Hilarella och familjen köttflugor.
Artens utbredningsområde är Nigeria. Inga underarter finns listade i Catalogue of Life.